# Alan Le May
Alan Brown Le May (Indianapolis, 3 giugno 1899 – Hollywood, 27 aprile 1964) è stato uno scrittore e sceneggiatore statunitense.
Ha firmato alcuni lavori sotto i nomi  di Alan LeMay e Alan Lemay.
Viene ricordato soprattutto per i romanzi The Seachers (1954) e Unforgiven (1957), da cui vennero tratti i film Sentieri selvaggi e Gli inesorabili.

## Biografia
Nacque da John e Maude Brown Le May. Suo padre era un insegnante di scuola pubblica: nel 1910, quando Alan diventò adolescente, la famiglia si trasferì nella città di Aurora. Alan studiò alla Stetson University di Deland, in Florida e successivamente presso l'università di Chicago dove si laureò in filosofia nel 1922. Allo scoppio della grande guerra si arruolò nell'esercito.

## Opere

### Romanzi
- Painted Ponies (1927)
- Pelican Coast (1929)
- Winter Range (1932)
- Cattle Kingdom (1933)
- Thunder in the Dust (1934) - Adattato in La frusta di fuoco (The Sundowners) (1950), regia di George Templeton
- The Smoky Years (1935)
- Useless Cowboy (1944) - Adattato in Il magnifico avventuriero (Along Came Jones) (1945), regia di Stuart Heisler
- The Searchers, Harper, 1954, OCLC 466479. The Searchers (1954) - Adattato in Sentieri selvaggi (The Searchers) (1956), regia di John Ford
- The Unforgiven, AKA Kiowa Moon (1957) - Adattato in Gli inesorabili (The Unforgiven) (1960), regia di John Huston
- By Dim and Flaring Lamps (1962)
- Tonopah Range: Western Stories (2006)

### Raccolte di racconti
- Spanish Crossing (1998) Contiene 14 racconti:
  - "The Wolf Hunter" (1929)
  - "Just a Horse of Mine" (1930)
  - "Hell on wheels" (1934)
  - "Kindly Kick Out Bearer" (1930)
  - "The Biscuit Shooter" (1931)
  - "Guns Flame in Peaceful Valley"
  - "And Him Long Gone" (1932)
  - "Saddle Bum" (1931)
  - "Delayed Action" (1931)
  - "Bronc Fighter's Girl" (1932)
  - "The Young Rush In" (1929)
  - "A Shot in the Dark"
  - "Lost Dutchman O'Riley's Luck"
  - "Spanish Crossing" (1933)
- The Bells of San Juan (2001) Contiene 12 racconti:
  - "The Little Kid" (1938)
  - "Lawman's debt" (1934)
  - "Gray rider"
  - "Trail Driver's Luck" (1930)
  - "The Loan of a Gun" (1929)
  - "Eyes of doom" (1932)
  - "Tombstone's daughter"
  - "Star on his heart" (1944)
  - "The Battle of Gunsmoke Lode" (1930)
  - "The Braver Thing" (1931)
  - "Sundown corral" (1938)
  - "The bells of San Juan" (1927)
- West of Nowhere (2002) Contiene 13 racconti:
  - "Death rides the Trionte" (1937)
  - "Mules" (1931)
  - "The Killer in the Chute" (1932)
  - "Sentenced to Swing" (1929)
  - "The Fourth Man" (1926)
  - "The Fiddle in the Storm" (1933)
  - "Terlegraphy and the Bronc'"
  - "Gun Fight at Burnt Corral" (1934)
  - "A Horse for Sale" (1931)
  - "Pardon Me, Lady" (1932)
  - "Six-Gun graduate" (1931)
  - "Range Bred" (1933)
  - "West of Nowhere" (1939)
- Painted Rock (2004) Contiene 11 racconti:
  - "Whack-Ear's Pup"
  - "Strange Fellow"
  - "Gunnies from Gehenna"
  - "Hard-boiled"
  - "Next door to hell"
  - "Feud Fight" (1940)
  - "Thanks to a Girl in Love" (1932)
  - "Man with a Future" (1937)
  - "Old Thunder Pumper" (1930)
  - "The Nester's Girl" (1933)
  - "Fight at Painted Rock" (1939)
- Tonopah Range: Western Stories (2006) Contiene 6 racconti:
  - "Tonopah Range"
  - "One charge of powder" (1930)
  - "Blood moon"
  - "Empty guns"
  - "A Girl is Like a Colt" (1932)
  - "Dead Man's Ambush" (1944)

### Racconti
- "Circles in the Sky" (1919)
- "Out of the Swamp" (1920)
- "Ghost Lanterns" (1922)
- "Hullabaloo" (1922)
- "The Brass Dolphin" (1922)
- "Needin' Help Bad" (1924)
- "His Better Idea" (1925)
- "Mustang Breed" (1925)
- "The Contest Man" (1925)
- "The Legacy Mule" (1925)
- "Baldy at the Brink" (1926)
- "Long Bob from 'Rapahoe" (1926)
- "Facts an' Figgers on Cayuses" (1927)
- "Old Father of Waters" (1927)
- "Painted Ponies" (1927)
- "The Dedwood Coach Brakes Down" (1927)
- Serie Bug Eye:
  1. "Bug Eye Neerly Starves" (1927)
  2. "Bug Eye Loses Hisself" (1927)
  3. "Bug Eye Gets Hisself in Jale" (1928)
  4. "Bug Eye Among the Soo" (1928)
  5. "Hank Joins the Vijiluntys" (1928)
  6. "Hank's Other Pardner" (1928)
  7. "Hank Arrives Back Ware He Cum Frum" (1929)
- "Are You There, Bug Eye?" (1928)
- "Bug Eye's Wandering Partner" (1928)
- "The Cross Eyed Bull" (1928)
- "Help, Bug Eye—I Own the Town" (1929)
- "Cowboys Will Be Cowboys" (1930)
- "Gambler's Suicide" (1930)
- "Horse Laugh" (1930)
- "One of Us Is a Murderer" (1930)
- "The Creeping Cloud" (1930)
- "The Jungle Terror" (1930)
- "The Short Short Story" (1930)
- "To Save a Girl" (1930)
- "Under Fire" (1930)
- "A Neat, Quick Case" (1931)
- "Gunsight Trail" (1931)
- "The Jungle of the Gods" (1931)
- "A romance of the rodeos" (1932)
- "A Short Short Story" (1932, con Lyman Bryson)
- "Bronc-Fighter's Secret" (1932)
- "Eyes of Doom" (1932, con Lyman Bryson)
- "Have One on Me" (1932)
- "A Passage to Rangoon" (1933)
- "Cold Trails" (1933)
- "Fated Trails" (1933)
- "They Sometimes Come Back" (1933)
- "After the Hounds" (1934)
- "Out of the Whirlpool" (1934)
- "Death on the Rimrock" (1935)
- "Deepwater Island" (1935)
- "Fight Back or Die" (1935)
- "Horses" (1935)
- "Needin' Some Help" (1935)
- "Pardners" (1935)
- "The Blessed Mule" (1935)
- "A Cowboy in San Juan" (1936)
- "Dark Tropic Sea" (1936)
- "Death Rides the Border" (1936)
- "From an Old Timer in the Black Hills" (1936)
- "Iron Paws" (1936)
- "Outlaw Cavalcade" (1936)
- "The Man from Arapahoe" (1936)
- "Empire for a Lady" (1937)
- "Ghost at His Shoulder" (1937)
- "Night by a Wagon Trail" (1937)
- "A Short Short Story" (1938)
- "Impersonation" (1938)
- "Pinto York" (1938)
- "Uncertain Wings" (1938)
- "Aces Is His Hair" (1939)
- "Interrupted Take-Off" (1939)
- "Hell For Breakfast" (1947)
- "Wild Justice" (1948)
- "The Avenging Texans" (1954)
- "Missing in Action" (1956)

### Sceneggiature
- Giubbe rosse (North West Mounted Police) (1940), regia di Cecil B. DeMille
- Vento selvaggio (Reap the Wild Wind) (1942), regia di Cecil B. DeMille
- La storia del dottor Wassell (The Story of Dr. Wassell) (1944), regia di Cecil B. DeMille
- Il pilota del Mississippi (The Adventures of Mark Twain) (1944), regia di Irving Rapper
- Trailin' West (1944), regia di George Templeton
- I forzati della gloria (Story of G.I. Joe) (1945), regia di William A. Wellman. Non accreditato
- Duello a S. Antonio (San Antonio) (1945), regia di David Butler e, non accreditati, Robert Florey e Raoul Walsh
- Notte di bivacco (Cheyenne) (1947), regia di Raoul Walsh
- I bandoleros (Gunfighters) (1947), regia di George Waggner
- La quercia dei giganti (Tap Roots) (1948), regia di George Marshall
- Le colline camminano (The Walking Hills) (1949), regia di John Sturges
- La frusta di fuoco (The Sundowners) (1950), regia di George Templeton
- Bandito senza colpa (High Lonesome) (1950), regia di Alan Le May
- Il 7º Lancieri carica (Rocky Mountain) (1950), regia di William Keighley
- Quebec (1951), regia di George Templeton
- Canzone del Mississipi (I Dream of Jeanie, AKA I Dream of Jeanie (with the Light Brown Hair)) (1952), regia di Allan Dwan
- Il pirata Barbanera (Blackbeard the Pirate) (1952), regia di Raoul Walsh
- Operazione Corea (Flight Nurse, AKA Angels Take Over, AKA Angels over Korea) (1953), regia di Allan Dwan
- Sakiss, vendetta indiana (The Vanishing American) (1955), regia di Joseph Kane